# In het park
In het park (Frans: Dans le parc) is een pastelschilderij van Berthe Morisot dat ze rond 1874 maakte. Sinds 1923 maakt het deel uit van de collectie van het Petit Palais in Parijs.

## Voorstelling
Het werk laat een jonge vrouw zien in een park met twee kleine meisjes en een hond. Dit zijn Edma Pontillon, de oudere zus van Berthe Morisot, en haar dochters Jeanne en Blanche. Edma, in het zwart gekleed en met een hoed op, zit op de voorgrond in een veld met lang gras, met Blanche in haar armen, terwijl de hond afwachtend voor hen zit. Links van haar ligt een net waarmee vlinders worden gevangen. Iets verderop staat Jeanne met haar strohoed in de hand. Weelderig groene bomen vormen de achtergrond.
Het schilderij toont zowel de invloed van Camille Corot als de impressionistische werken van Édouard Manet, met wie Morisot in de periode waarin het schilderij ontstaan is, samenwerkte. De schilderijen die Manet zelf maakte, bewijzen dat deze invloed wederzijds was. In 1874 trouwde Morisot met de broer van Édouard, Eugène Manet.

## Herkomst
Joseph Duveen, een invloedrijk kunsthandelaar, schonk het schilderij in 1923 aan het museum.